# Vierblad

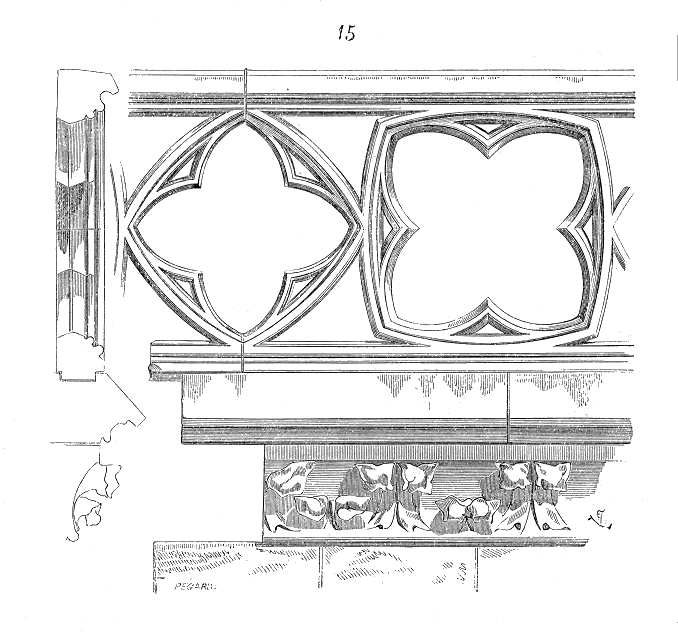
Vierbladmotief in balustrade

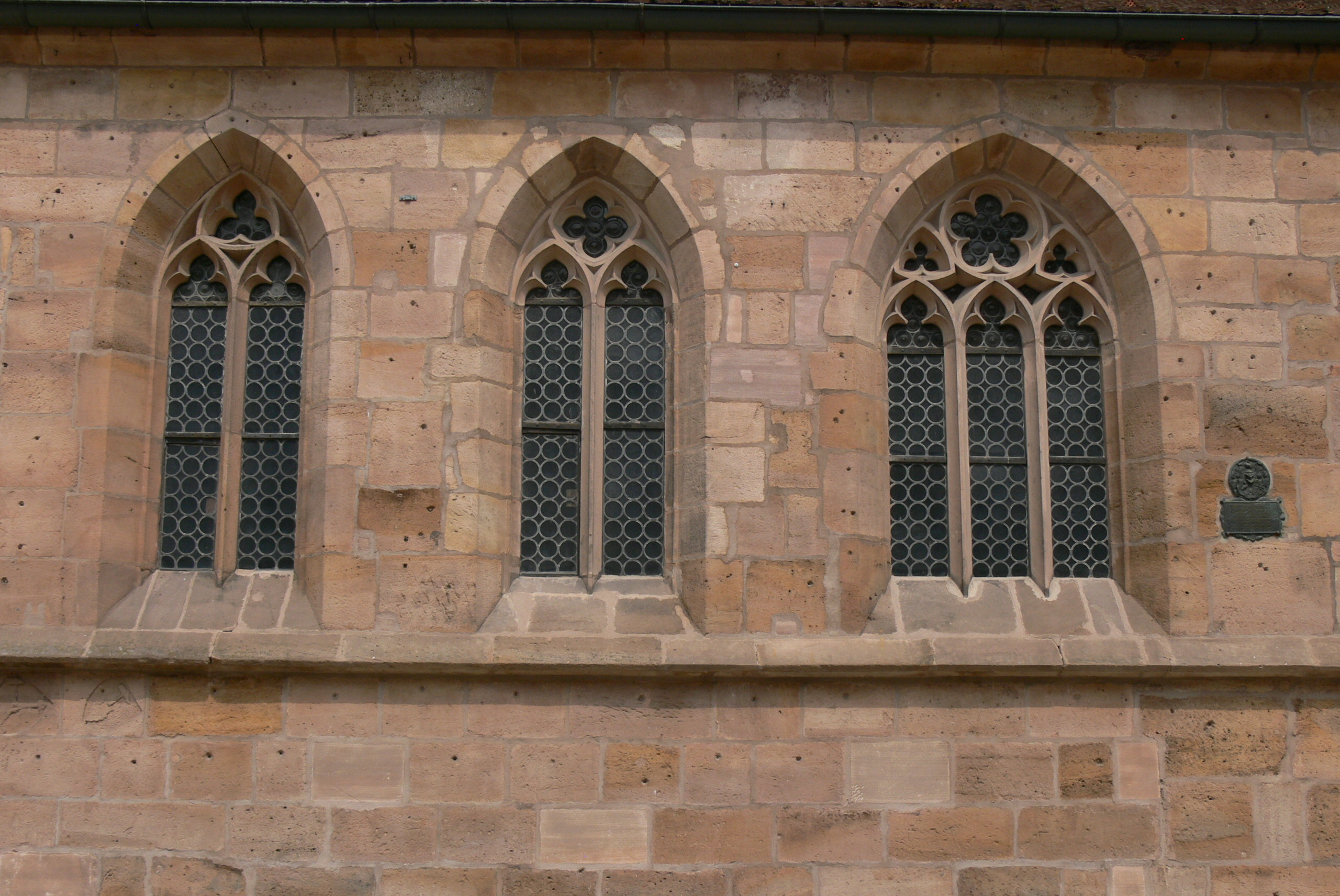
Het middelste venster heeft in het bovenste deel een vierblad

Een vierblad is een bepaalde vorm in maaswerk waarbij vier overlappende cirkels met ieder een spitsbogig einde in een vierhoek gelegen zijn en open zijn aan de kant waar ze elkaar raken. Iedere cirkel met spitse punt vormt als het ware een blad. Dat spitsbogige einde is nodig vanwege de opname van het vierblad in een gebogen vierhoek, omdat er anders driehoekjes aan ruimte over blijft. Ze zijn voornamelijk gebruikt in de gotische traceringen van vensters. Ze worden veelvuldig gebruikt in combinatie met andere sierlijke motieven.
Ze kunnen blind of opengewerkt zijn.
De vier naar binnen wijzende punten worden ieder een toot genoemd.
Een vierblad heeft vier cirkels met een naar buiten wijzende punt. Wanneer de cirkels van een motief ieder rond zijn wordt dat een vierpas genoemd. Ook bestaan er motieven met drie bladeren, een drieblad, en drie ronde cirkels, een driepas.